# A-League Men 2022/23
Die A-League Men 2022/23 war die zweite Spielzeit der höchsten australischen Fußballliga unter diesem Namen und die 18. seit ihrer Gründung im Jahr 2005. Die reguläre Saison begann am 7. Oktober 2022 und endete am 29. April 2023. Diese beinhaltete eine mehr als einmonatige Pause aufgrund der Fußball-Weltmeisterschaft 2022 in Katar. Im Mai und Juni 2023 war im Anschluss die Finalrunde. Titelverteidiger dieser Saison war Western United.

## Modus
Die Vereine spielen zunächst ein leicht erweitertes Zweirundenturnier aus, womit sich insgesamt 26 Spiele pro Mannschaft ergeben. Es wird nach der 3-Punkte-Regel gespielt (drei Punkte pro Sieg, ein Punkt pro Unentschieden). Die Tabelle wird nach den folgenden Kriterien bestimmt:
1. Anzahl der erzielten Punkte
2. Tordifferenz aus allen Spielen
3. Anzahl Tore in allen Spielen
4. Anzahl der erzielten Punkte im direkten Vergleich
5. Tordifferenz im direkten Vergleich

Am Ende der regulären Saison qualifizieren sich die beiden punktbesten Mannschaften direkt für das Halbfinale der Finalrunde. Ihre beiden Gegner werden im Viertelfinale zwischen den Tabellendritten bis -sechsten ermittelt. Die bessere Mannschaft der regulären Saison ist in beiden Runden jeweils gegen die schlechteste Mannschaft gesetzt. Das Halbfinale wird in dieser Saison erstmals in Hin- und Rückspiel ausgetragen. Der Sieger des Grand Final wird australischer Meister.
Die beste Mannschaft der regulären Saison, die auch als Premiershipsieger bezeichnet wird, wird sich für die Gruppenphase der AFC Champions League 2023/24 qualifizieren. Australien stehen für den AFC Cup zwei weitere Plätze zu. Einer davon geht an den Sieger des FFA Cups, während der andere entweder an den Sieger des Grand Finals oder an den Zweitplatzierten der regulären Saison gehen wird. Eine Ausnahme bildet hier der neuseeländische Verein Wellington Phoenix, der kein Mitglied der AFC ist und damit von allen asiatischen Wettbewerben ausgeschlossen ist.
Einen Abstieg in die zweitklassigen National Premier Leagues gibt es nicht.

## Teilnehmer
| Verein                   | Heimatstadt, Bundesstaat   | Ligazugehörigkeit | Stadion                                                  | Kapazität            |
| ------------------------ | -------------------------- | ----------------- | -------------------------------------------------------- | -------------------- |
| Adelaide United          | Adelaide, South Australia  | seit 2005         | Hindmarsh Stadium                                        | 16.500               |
| Brisbane Roar            | Brisbane, Queensland       | seit 2005         | Dolphin Stadium                                          | 11.500               |
| Central Coast Mariners   | Gosford, New South Wales   | seit 2005         | Central Coast Stadium                                    | 20.059               |
| Macarthur FC             | Sydney, New South Wales    | seit 2020         | Campbelltown Stadium                                     | 20.000               |
| Melbourne City FC        | Melbourne, Victoria        | seit 2010         | Melbourne Rectangular Stadium                            | 30.500               |
| Melbourne Victory        | Melbourne, Victoria        | seit 2005         | Marvel Stadium AAMI Park                                 | 56.347 30.050        |
| Newcastle United Jets    | Newcastle, New South Wales | seit 2005         | McDonald Jones Stadium                                   | 33.000               |
| Perth Glory              | Perth, Western Australia   | seit 2005         | HBF Park                                                 | 20.500               |
| Sydney FC                | Sydney, New South Wales    | seit 2005         | Jubilee Oval Leichhardt Oval                             | 20.500 20.000        |
| Wellington Phoenix       | Wellington, Neuseeland     | seit 2007         | Wellington Regional Stadium                              | 34.500               |
| Western Sydney Wanderers | Sydney, New South Wales    | seit 2012         | CommBank Stadium                                         | 30.000               |
| Western United           | Melbourne, Victoria        | seit 2019         | Kardinia Park Melbourne Rectangular Stadium Mars Stadium | 36.000 30.500 11.000 |

## Abschlusstabelle
| Pl.             | Verein                   | Sp. | S  | U | N  | Tore    | Diff. | Punkte |
| --------------- | ------------------------ | --- | -- | - | -- | ------- | ----- | ------ |
| 1.              | Melbourne City FC        | 26  | 16 | 7 | 3  | 061:320 | +29   | 55     |
| 2.              | Central Coast Mariners   | 26  | 13 | 5 | 8  | 055:350 | +20   | 44     |
| 3.              | Adelaide United          | 26  | 11 | 9 | 6  | 053:460 | +7    | 42     |
| 4.              | Western Sydney Wanderers | 26  | 11 | 8 | 7  | 043:270 | +16   | 41     |
| 5.              | Sydney FC                | 26  | 11 | 5 | 10 | 040:390 | +1    | 38     |
| 6.              | Wellington Phoenix       | 26  | 9  | 8 | 9  | 039:450 | −6    | 35     |
| 7.              | Western United (M)       | 26  | 9  | 5 | 12 | 034:470 | −13   | 32     |
| 8.              | Brisbane Roar            | 26  | 7  | 9 | 10 | 026:330 | −7    | 30     |
| 9.              | Perth Glory              | 26  | 7  | 8 | 11 | 036:460 | −10   | 29     |
| 10.             | Newcastle United Jets    | 26  | 8  | 5 | 13 | 030:450 | −15   | 29     |
| 11.             | Melbourne Victory        | 26  | 8  | 4 | 14 | 029:340 | −5    | 28     |
| 12.             | Macarthur FC             | 26  | 7  | 5 | 14 | 031:480 | −17   | 26     |
| Stand: Endstand |                          |     |    |   |    |         |       |        |

| Zum Saisonende 2022/23: |
| Teilnahme am Halbfinale der Finalrunde und Teilnahme an der Gruppenphase der AFC Champions League 2023/24 Teilnahme am Halbfinale der Finalrunde und Teilnahme an der Gruppenphase des AFC Cups 2023/24 Teilnahme am Viertelfinale der Finalrunde |

| Zum Saisonende 2021/22: |                                                   |
| (M)                     | Amtierender australischer Meister: Western United |

## Kreuztabelle
Die Kreuztabelle stellt die Ergebnisse aller Spiele der regulären Season dar. Die Heimmannschaft ist in der linken Spalte, die Gastmannschaft in der oberen Zeile aufgelistet.
| Heim- / Gastmannschaft   | AU  | BR  | CM  | MA  | MC  | MV  | NJ  | PG  | SY  | WP  | WS  | WU  |     | AU  | BR  | CM  | MA  | MC  | MV  | NJ  | PG  | SY  | WP  | WS  | WU |
| Adelaide United          |     | 2:1 | 1:4 | 1:0 | 4:2 | 3:0 | 0:1 | 2:1 | 1:1 | 5:1 | 4:4 | 0:1 |     |     |     |     |     | 1:1 |     | 2:0 |     |     |     |     |    |
| Brisbane Roar            | 1:1 |     | 1:2 | 0:0 | 0:2 | 0:0 | 3:0 | 2:1 | 3:1 | 0:1 | 1:1 | 1:0 |     |     |     |     | 0:0 |     |     |     | 0:2 |     |     |     |    |
| Central Coast Mariners   | 4:0 | 4:1 |     | 2:3 | 1:1 | 2:1 | 1:2 | 1:2 | 2:1 | 1:1 | 2:2 | 4:2 |     |     |     | 4:1 |     |     | 3:0 |     |     |     |     |     |    |
| Macarthur FC             | 2:0 | 3:2 | 1:2 |     | 1:1 | 0:1 | 2:0 | 1:0 | 2:3 | 2:1 | 2:2 | 2:2 |     |     |     |     |     |     | 0:1 |     |     | 0:1 |     |     |    |
| Melbourne City FC        | 3:3 | 2:1 | 1:0 | 6:1 |     | 2:1 | 1:1 | 4:0 | 3:2 | 2:2 | 3:2 | 2:1 |     |     |     |     |     |     |     |     |     | 4:1 |     | 4:0 |    |
| Melbourne Victory        | 1:1 | 0:1 | 2:0 | 2:1 | 0:2 |     | 4:0 | 0:0 | 1:2 | 3:1 | 0:1 | 1:2 |     | 0:1 |     |     | 3:2 |     |     |     |     |     |     |     |    |
| Newcastle United Jets    | 2:4 | 0:1 | 1:3 | 2:1 | 1:2 | 2:1 |     | 2:1 | 0:2 | 3:1 | 1:1 | 1:3 |     | 4:0 |     |     |     |     |     | 2:2 |     |     |     |     |    |
| Perth Glory              | 4:4 | 2:1 | 2:2 | 2:1 | 2:4 | 3:1 | 2:2 |     | 2:2 | 1:1 | 1:0 | 2:1 |     |     |     |     |     |     |     |     |     |     | 1:0 | 1:2 |    |
| Sydney FC                | 2:2 | 1:1 | 3:2 | 0:3 | 2:1 | 2:3 | 2:0 | 4:1 |     | 0:1 | 0:1 | 3:3 |     |     |     |     |     | 1:0 |     |     |     |     | 0:4 |     |    |
| Wellington Phoenix       | 1:1 | 2:2 | 2:2 | 4:1 | 1:3 | 1:2 | 2:1 | 2:2 | 1:0 |     | 1:1 | 2:3 | 3:1 |     | 2:1 |     |     |     |     |     |     |     |     |     |    |
| Western Sydney Wanderers | 2:3 | 1:1 | 0:3 | 4:0 | 1:1 | 2:1 | 2:0 | 1:0 | 0:1 | 4:0 |     | 1:0 |     |     | 2:0 | 4:0 |     |     |     |     |     |     |     |     |    |
| Western United           | 2:4 | 1:1 | 0:3 | 1:1 | 1:3 | 1:0 | 1:1 | 2:1 | 1:3 | 0:3 | 1:0 |     | 2:3 |     |     |     |     |     |     |     | 1:0 |     |     |     |    |

## Finalrunde

### Viertelfinale
Die Spiele wurden am 5. und 6. Mai 2023 ausgetragen.
| Datum                   |                              | Ergebnis  |                        |
| ----------------------- | ---------------------------- | --------- | ---------------------- |
| 5. Mai 2023, 19:45 AEST | Adelaide United (3)          | 2:0 (1:0) | Wellington Phoenix (6) |
| 6. Mai 2023, 15:35 ACST | Western Sydney Wanderers (4) | 1:2 (1:0) | Sydney FC (5)          |

### Halbfinale
Die Hinspiele wurden am 12. und 13. Mai und die Rückspiele am 19. und 20. Mai 2023 ausgetragen.
|                        | Gesamt |                 | Hinspiel | Rückspiel |
| ---------------------- | ------ | --------------- | -------- | --------- |
| Melbourne City FC      | 5:1    | Sydney FC       | 1:1      | 4:0       |
| Central Coast Mariners | 4:1    | Adelaide United | 2:1      | 2:0       |

### Grand Final
| Melbourne City FC                                      | Melbourne City FC | Central Coast Mariners | Central Coast Mariners |
| ------------------------------------------------------ | --- | --- | ---------------------- |
| Melbourne City FC                                      | \| 3. Juni 2023 um 19:45 Uhr in Sydney (CommBank Stadium) \| \| Ergebnis: 1:6 (1:2) \| \| Zuschauer: 26.523 \| \| Schiedsrichter: Chris Beath \| \| Spielbericht \| | \| 3. Juni 2023 um 19:45 Uhr in Sydney (CommBank Stadium) \| \| Ergebnis: 1:6 (1:2) \| \| Zuschauer: 26.523 \| \| Schiedsrichter: Chris Beath \| \| Spielbericht \| | Central Coast Mariners |
| Melbourne City FC                                      | Thomas Glover – Nuno Reis (69. Callum Talbot), Thomas Lam, Curtis Good, Jordan Bos (88. Scott Galloway) – Aiden O’Neill, Andrew Nabbout (88. Florin Bérenguer), Valon Berisha (22. Richard van der Venne), Mathew Leckie, Marco Tilio – Jamie Maclaren Cheftrainer: Rado Vidošić | Danny Vukovic – Storm Roux (78. Dan Hall), Nectarios Triantis (85. Christian Theoharous), Brian Kaltak, James McGarry (63. Jacob Farrell) – Samuel Silvera (85. Matheus Moresche), Josh Nisbet, Max Balard (78. Harry Steele), Béni Nkololo – Marco Túlio, Jason Cummings Cheftrainer: Nick Montgomery ( Schottland) | Central Coast Mariners |
| Melbourne City FC                                      | 1:2 van der Venne (40.) | 0:1 Cummings (20.) 0:2 Silveira (34.) 1:3 Cummings (65., Foulelfmeter) 1:4 Cummings (73., Foulelfmeter) 1:5 Nkololo (83.) 1:6 Moresche (90.+1') | Central Coast Mariners |
| Melbourne City FC                                      | Reis (45.), Tilio (79.) | Triantis (51.), Túlio (89.), Moresche (90.+2') | Central Coast Mariners |
| Melbourne City FC                                      | Spieler des Spiels: Jason Cummings (Central Coast Mariners) | | Central Coast Mariners |
| 3. Juni 2023 um 19:45 Uhr in Sydney (CommBank Stadium) | | |                        |
| Ergebnis: 1:6 (1:2)                                    | | |                        |
| Zuschauer: 26.523                                      | | |                        |
| Schiedsrichter: Chris Beath                            | | |                        |
| Spielbericht                                           | | |                        |

## Torschützenliste
| Platz           | Nat        | Spieler          | Mannschaft               | Tore |
| --------------- | ---------- | ---------------- | ------------------------ | ---- |
| 1.              | Australien | Jamie Maclaren   | Melbourne City FC        | 24   |
| 2.              | Australien | Jason Cummings   | Central Coast Mariners   | 20   |
| 3.              | Australien | Craig Goodwin    | Adelaide United          | 15   |
|                 | Polen      | Oskar Zawada     | Wellington Phoenix       | 15   |
| 5.              | Australien | Brandon Borrello | Western Sydney Wanderers | 13   |
| 6.              | England    | Adam Le Fondre   | Sydney FC                | 12   |
| 7.              | Slowakei   | Róbert Mak       | Sydney FC                | 09   |
|                 | Irland     | Jay O’Shea       | Brisbane Roar            | 09   |
|                 | Australien | Marco Tilio      | Melbourne City FC        | 09   |
|                 | Brasilien  | Marco Túlio      | Central Coast Mariners   | 09   |
| Stand: Endstand |            |                  |                          |      |